# ケチャップ (アニメ)
『ケチャップ』（Ketchup: Cats Who Cook）は、NHK教育で1998年10月5日から1999年3月19日まで「母と子のテレビタイム」内で放送された5分ショートアニメ、再放送は2006年4月5日まで続いた。オーストラリアのサザンスターエンターテインメントとNHKの共同制作である、全65話。

## 主題歌
猫はグルメのNo.1
歌：山口勝平（ピクルス）、小森創介（スカンピ）、島香裕（ダビー市長）

## 主なキャラクター
ピクルス
声：山口勝平
本作の主人公。カフェ・コルジェットで料理人兼ウェイターとして働いており、機転を利かせて店のピンチを救うこともしばしば。
楽器を扱う才能もあり、一時期バンドに参加したことがあったが、グーラシュに「バンドと料理人の両立は難しい」と言われ、バンドメンバーから降りた。
スカンピ
声：小森創介
カフェ・コルジェットのウェイター。ピクルスよりも彼に焦点が当てられた物語も多い。ピクルスの活躍を快く思わず、妨害しようとするがたいていしっぺ返しを食らう。第35話にて、ウェイター選手権で不正をしようとしたが、カフェの面々の説得により正々堂々と戦うことを決意し、優勝する。名前の由来はシュリンプ・スキャンピから。
グルメなとある女性に恋をして、「料理人の卵で、調理は得意」とうそぶき、ピクルスに拝み倒して偽装工作をさせ（彼に弁当をつくらせ）ていたが、ウソがばれてふられる。
マダム・コルジェット
声：小山茉美
カフェ・コルジェットのオーナー。ディナータイムには歌うこともあるが、楽譜を読むには老眼鏡が必要になってきている。名前はズッキーニのフランス語読みから。
シェフ・グーラシュ
声：富田耕生
カフェ・コルジェットの専属シェフ。ピクルスのアイデアに助けられることも多い。「塩加減を間違えるようになったらシェフは廃業」という持論を持ち、一事自信作の塩加減を客に指摘されて店を出て行ってしまったこともある。名前の由来はハンガリー料理のグヤーシュから。
ボルシチ夫人
声：新橋耐子
アリー
声：中村雄一/中博史

### 他
シナモン
声：馬場澄江
ピクルスの幼い妹。ピクルスがお菓子コンクールに出す心算だったブラウニーに悪戯して、カフェの厨房もろとも滅茶苦茶にしてしまったが、かえって評価が上がり兄を優勝に導いた。
ダビー市長
声：島香裕
ザバリョーネ先生
声：伊井篤史
グーラシュの大先生。この時のグーラシュはピクルスと同じ性格だった。名前の由来はザバイオーネから。
ベルーチ
声：二又一成
クスクス夫人
声：岩居由希子
スカロッビーニ
声：佐々木敏
キャプテン・マッスル
声：辻親八

## サブタイトル
1. カフェ・コルジェットのスター?!
2. チョコレートをどうぞ
3. カフェ・コルジェットで朝食を
4. プリンス モッグ
5. バナナ!バナナ!バナナ?
6. ミステリー シンガー
7. 消えた金魚ちゃん
8. リトル・スカンピ
9. みんな大好き マダム・コルジェット
10. 恋するスカンピ
11. ウソつきスカンピ
12. セロリ大騒動
13. ホットが一番
14. 名優ズッキーニ
15. 火星人現る
16. ヨットで大変!!
17. ニセモノにご用心
18. おばけのクリスピー
19. グラーシュのケーキ
20. サンドイッチの秘密
21. 大好きいちごのケーキ
22. めざせ!五ッ星★★★★★
23. 市長さんの誕生日
24. マダムはスター!?
25. ピクルスのピザ
26. サラダが一番
27. どろんこケーキ
28. 氷はこりごり
29. ブランチはカンペキ
30. 古いパンでもアツアツ
31. ピンチ!?ピクルス
32. お料理はカンで
33. 大洪水が来た
34. 氷の彫刻
35. ウェイター選手権
36. ケッコンにはご用心
37. 秘密の宝
38. ピクルス特製ソース
39. かわいいベビー
40. ロックンロール!!
41. テレビはドキドキ??
42. ハンバーガー天国
43. 断水でパー!?
44. ホームシックのモンスター!?
45. 爆弾クッキー
46. 風速ゼロ
47. さよならクレープ
48. グーラシュの大先生
49. ドラマー ピクルス
50. 元気もりもりスープ
51. カフェ・フラメンコ
52. 恋のバーベキュー
53. 恋しいママの味
54. 居残りスカンピ
55. なんでもコピー
56. 甘さひかえめバナナケーキ
57. 腹ペこウェイター
58. 走るチョコムース
59. ピエロのチェリー
60. アブラカダブラ!?
61. モンスターカフェ
62. 夢の大女優
63. 戦うスカンピ
64. スカンピの誕生日
65. 丸ぽちゃスカンピ

## 備考
年末特番として、30分に拡大されたケチャップ フルコースが放送されたことがある。

## 日本語版スタッフ
- 日本語版脚本 - 山田真理[5]
- 日本語版演出 - 中嶋裕[5]
- プロデューサー - 平田豊子[5]
- 日本語版制作 - テレシス[5]、NHK[5]

## 映像ソフト
※英語版のみ存在する。
Ketchup: Cats Who Cook VHS (KIDS Video)
Ketchup: Swept Away VHS (Delta)
世界は2022年7月以降現在、DVD版・Blu-ray版はリリースされていない。